# Saint-Jean-Mirabel
Saint-Jean-Mirabel település Franciaországban, Lot megyében. Lakosainak száma 309 fő (2022. január 1.). Saint-Jean-Mirabel Bagnac-sur-Célé, Felzins, Linac, Lunan, Saint-Félix és Viazac községekkel határos.

## Népesség
A település népessége az elmúlt években az alábbi módon változott:
| Lakosok száma | 168  | 166  | 176  | 219  | 226  | 222  | 240  | 271  | 287  | 309  |
|               | 1968 | 1982 | 1990 | 2006 | 2013 | 2015 | 2017 | 2019 | 2020 | 2022 |